# Accord de libre-échange entre le Chili et la Turquie
L'accord de libre-échange entre le Chili et la Turquie est un accord de libre-échange signé le 14 juillet 2009 et entré en application le 1er mars 2011. L'accord inclut tant des baisses de droits de douane, mais aussi des suppressions de barrières non tarifaires, des mesures phytosanitaires, sur les marchés publics, la propriété intellectuelle, etc. 